# Tilman Gersch
Tilman Gersch (* 14. Dezember 1964 in Berlin) ist ein deutscher Theaterintendant und -regisseur.

## Leben
Tilman Gersch, Sohn des Theaterkritikers und Filmhistorikers Wolfgang Gersch und der literarischen Übersetzerin Christel Gersch, wuchs in Berlin-Pankow auf. Von 1984 bis 1985 arbeitete er als Bühnentechniker und Dramaturgie-Praktikant am Deutschen Theater Berlin. Danach nahm er ein Regie-Studium an der Hochschule für Schauspielkunst "Ernst Busch" auf, das er 1989 mit dem Diplom abschloss. Von 1989 bis 1991 arbeitete er als Hausregisseur am Theater an der Parkaue in Berlin. Danach erhielt er ein Engagement als Hausregisseur am Theater Greifswald, wo er bis 1993 tätig war.
In den Jahren 1993 und 1994 unterrichtete Tilman Gersch im Lehrauftrag an der Hochschule für Schauspielkunst "Ernst Busch" Berlin sowie an der Hochschule für Musik und Theater "Felix Mendelssohn Bartholdy" Leipzig.
Seit 1993 arbeitete er als freier Regisseur an führenden deutschen Theatern. Eine kontinuierliche Zusammenarbeit verband und verbindet ihn mit den Intendanten Wolfgang Engel (Schauspiel Leipzig), Ulrich Khuon (Staatstheater Hannover und Thalia Theater Hamburg), Mark Zurmühle (Deutsches Theater Göttingen) sowie Manfred Beilharz (Hessisches Staatstheater Wiesbaden).
Von 2007 bis 2014 war Tilman Gersch fester Regisseur und Mitglied der Schauspielleitung am Hessischen Staatstheater Wiesbaden. Seit 1. Januar 2015 ist er  Intendant des Theaters im Pfalzbau, Ludwigshafen. Unter seiner Leitung fand im Februar 2015 erstmals das internationale Theaterfestival Offene Welt statt.

## Inszenierungen (Auswahl)
- 2000: Gotthold Ephraim Lessing Minna von Barnhelm, Staatstheater Hannover
- 2000: Ödön von Horváth Kasimir und Karoline, Schauspiel Köln
- 2001: Frank Wedekind Frühlings Erwachen, Thalia Theater Hamburg
- 2002: Fritz Kater Vineta (oderwassersucht), Deutsches Theater Göttingen, (eingeladen als Beitrag zur Bonner Biennale 2002)[3]
- Robert Musil, Thomas Birkmeir Die Verwirrungen des Zöglings Törleß, Hessisches Staatstheater Wiesbaden, März 2003, Deutsche Erstaufführung, Eingeladen zum Theaterfestival Ljubljana, Slowenien
- William Shakespeare Was ihr wollt, Hessisches Staatstheater Wiesbaden, Juni 2005, benannt als "Inszenierung in der Diskussion", Berliner Theatertreffen 2006
- Carl Zuckmayer Der Hauptmann von Köpenick, Schauspiel Leipzig, Dezember 2006
- Elfriede Jelinek Die Kontrakte des Kaufmanns, Deutsches Theater Göttingen, November 2009, eingeladen zum Autoren-Festival Maximierung Mensch, Theater Trier[4]
- Uwe Tellkamp, John von Düffel Der Turm, Hessisches Staatstheater Wiesbaden, November 2010, Erstaufführung, eingeladen zu den Hessischen Theatertagen, Staatstheater Kassel 2011[5]
- Johann Wolfgang von Goethe Faust. Der Tragödie erster Teil, Hessisches Staatstheater Wiesbaden, September 2011
- William Shakespeare, Hamlet, Theater & Philharmonie Thüringen, Februar 2012
- Johann Wolfgang von Goethe, Elfriede Jelinek FaustIn and out/ Der Tragödie zweiter Teil, Hessisches Staatstheater Wiesbaden, April 2013
- Nis-Momme Stockmann Tod und Wiederauferstehung der Welt meiner Eltern in mir, Hessisches Staatstheater Wiesbaden, Januar 2014
- Christoph Nußbaumeder Eisenstein, Landestheater Coburg 2015
- Sophokles Ajax, Theater im Pfalzbau, Ludwigshafen, 2015
- Gert Ledig Faustrecht, Badisches Staatstheater Karlsruhe in Koproduktion mit dem Theater im Pfalzbau Ludwigshafen. Uraufführung, 2016[6]
- Wilhelm August Wohlbrück (Text) und Niclas Ramdor (Musik), Der Vampyr, Neuköllner Oper, Berlin, 1999[7]

## Sonstiges
Tilman Gersch ist Autor zweier Kinderbücher, die 1995 und 1997 im S. Fischer Verlag Frankfurt am Main und im Georg Bitter Verlag Recklinghausen erschienen.